# Parhydraena lancicula
Parhydraena lancicula är en skalbaggsart som beskrevs av Perkins och Balfour-browne 1994. Parhydraena lancicula ingår i släktet Parhydraena och familjen vattenbrynsbaggar. Inga underarter finns listade i Catalogue of Life.